# 生无所求
《生無所求》是汪峰於2011年11月16日發型的雙碟專輯，內容風格涵蓋民謠、搖滾、布魯斯等風格。此專輯一經發佈就引起關注。作品集依舊不改汪峰的探討人生與世界的人文精神。
专辑第二十六首《雨天的回忆》现已被中国大陆封禁，主流音乐平台均无法搜索到此歌曲。

## 曲目
- 01 上千個黎明
- 02 存在
- 03 多麼完美的生活
- 04 向陽花
- 05 來不及了
- 06 不能停止的哭泣
- 07 等待
- 08 愛你的方式
- 09 改變
- 10 恩賜之地
- 11 一百萬噸的信念
- 12 不經意間
- 13 再見蒲公英
- 14 讓我們在一起
- 15 大橋上
- 16 流浪
- 17 爸爸
- 18 你不知道
- 19 寶貝沒什麼
- 20 地心
- 21 抵押靈魂
- 22 我們的愛情
- 23 有些事我們永遠無法左右
- 24 一瞬間
- 25 不能接受的事實
- 26 雨天的回憶
- 27 上千個黎明+一百萬噸的信念+大橋上